# Au nom de la loi (série télévisée, 1958)
Pour les articles homonymes, voir Au nom de la loi.

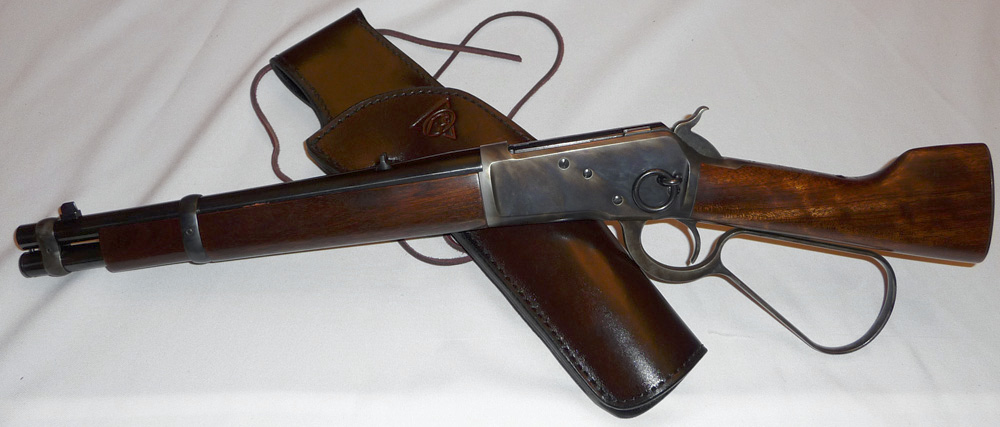
Réplique de la carabine à crosse et canon sciés (avec son holster) de Joss Randall dans la série.

Au nom de la loi (Wanted: Dead or Alive) est une série télévisée américaine en 94 épisodes de 26 minutes, en noir et blanc, créée par Thomas Carr et diffusée entre le 6 septembre 1958 et le 29 mars 1961 sur le réseau CBS.
En France, la série a été diffusée à partir du 25 mai 1963 sur RTF Télévision, puis sur la première chaîne de l'ORTF ; il s’agit alors de la première série américaine diffusée à 20 h 30.
La série connut un franc succès, aux États-Unis et en France notamment, et a lancé la carrière de Steve McQueen. Néanmoins, elle a été arrêtée à la suite des innombrables querelles au niveau de la production qui ont empoisonné le tournage ; McQueen préféra jeter l'éponge et passer à autre chose.

## Synopsis
La série raconte les aventures de Joss Randall, un chasseur de primes américain du Far West, armé de sa redoutable Mare's Leg, une carabine Winchester de calibre 44/40 modèle 1892 à crosse et canon sciés.
Originaire de la ville de Cameron, Joss Randall est condamné pour complicité lors d'un vol à la banque où il travaillait, alors qu'il était innocent. Par la suite, dégoûté par son travail, il devient chasseur de primes. 

## Fiche technique
- Titre original : Wanted: Dead or Alive
- Titre français : Au nom de la loi
- Création :  Thomas Carr
- Musique : Herschel Burke Gilbert, Rudy Schrager[3], William Loose
- Société de diffusion : CBS
- Pays :  États-Unis
- Langue : anglais
- Nombre d'épisodes : 94 (3 saisons)
- Durée : 24 minutes
- Dates de première diffusion :  États-Unis : 6 septembre 1958 ;  France : 25 mai 1963

## Distribution
- Steve McQueen (VF Jacques Thébault) : Joss Randall
- Wright King : Jason Nichols
- Mona Freeman : Jackie Harris
- Pat Crowley : Helen Martin

De multiples acteurs plus ou moins connus à l'époque ont participé à cette série dont : Mort Mills, Noah Beery Jr., James Best, Lon Chaney, Jr., James Coburn, Lawrence Dobkin, John Dehner, Betsy Drake, Alan Hale, Jr., DeForest Kelley, Michael Landon, Nan Leslie, Ralph Meeker, Jay North, Warren Oates, Susan Oliver, Luana Patten, William Schallert, Jay Silverheels, Suzanne Storrs et Lee Van Cleef.

## Épisodes

### Première saison (1958 - 1959)
1. Les Deux, sinon rien (The Martin Poster)
2. Faux et usage de faux (Fatal Memory)
3. La Contreprime (The Bounty)
4. Signe de piste (Dead End)
5. Coup de poker (Shawnee Bill)
6. Une curieuse habitude (The Giveaway Gun)
7. La Novice (Ransom for a Nun)
8. Le Procès (Miracle at Pot Hole)
9. Ange ou démon (The Fourth Headstone)
10. Le Mort vivant (Til Death Do Us Part)
11. Service rendu (The Favor)
12. Ricochet (Ricochet)
13. Le Shérif de Red Rock (Sheriff of Red Rock)
14. La Diligence (Die by the Gun)
15. Le Désert (Rawhide Breed)
16. Huit cents de récompense (Eight Cent Reward)
17. Le Courrier (Drop to Drink)
18. Justice sommaire (Rope Law)
19. Le Voyage (Six-Up to Bannach)
20. Les Éperons (The Spur)
21. Évasion (Reunion for Revenge)
22. Les Chasseurs de primes (Competition)
23. Le Vieux Gabe (Call Your Shot)
24. Campagne électorale (Secret Ballot)
25. L'Accusation (The Corner)
26. Le Marché (Eager Man)
27. La Légende (The Legend)
28. Le Train (Railroaded)
29. La Jeune fille disparue (Double Fee)
30. L'Affaire Kovack (The Kovack Affair)
31. La Fiancée (Bounty for a Bride)
32. Carrefour (Crossroads)
33. Les Anges de la vengeance (Angels of Vengeance)
34. Une petite cliente (Littlest Client)
35. Les Conquérants (The Conquerers)
36. Une vieille querelle (Amos Carter)

### Deuxième saison (1959 - 1960)
1. Le Petit joueur (Montana Kid)
2. La Guérisseuse (The Healing Woman)
3. Le Prétendant (The Matchmaker)
4. Le Tunnel (Breakout)
5. Estralita (Estralita)
6. L'Otage (The Hostage)
7. La Cellule vide (The Empty Cell)
8. Un commerçant honnête (Bad Gun)
9. Le Tyran (The Tyrant)
10. Sans pitié (Reckless)
11. Un étrange garçon (Desert Seed)
12. Douze heures de voyage (Twelve Hours to Crazy Horse)
13. Piste sans retour (No Trail Back)
14. Chez les Indiens (Man on Horseback)
15. Chain Gang (Chain Gang)
16. L'Illusionniste (Vanishing Act)
17. Qui est cet homme ? (Mental Lapse)
18. Angela (Angela)
19. Le Monstre (The Monster)
20. La Plus belle fille du monde (The Most Beautiful Woman)
21. Jason (Jason)
22. L'Apprenti (The Partners)
23. Le Gang Bender (Tolliver Bender)
24. Affaire de famille (A House Divided)
25. Le Joueur (Triple Vice)
26. Le Chinois (Black Belt)
27. Le Paria (The Pariah)
28. Vengeance (Vendetta)
29. Une femme dangereuse (Death Divided by Three)
30. L'Héritier (The Inheritance)
31. La Route de la prison (Prison Trail)
32. Le Banquier (Pay-Off at Pinto)

### Troisième saison (1960 - 1961)
1. Cour martiale (The Trial)
2. Cure sans alcool (The Cure)
3. La Prisonnière (Journey for Josh)
4. La Ville de la terreur (The Looters)
5. Le Journaliste (The Twain Shall Meet)
6. L'Évadé (The Showdown)
7. Le Témoin (Surprise Witness)
8. Jusqu'à la victoire (To the Victor)
9. Le Voleur (Criss-Cross)
10. Le Charlatan (The Medicine Man)
11. Une mère, mais aussi une grand-mère (One Mother Too Many)
12. Le Choix (The Choice)
13. Les Otages (Three for One)
14. La Sorcière (Witch Woman)
15. Baa-Baa (Baa-Baa)
16. Le Lâche (The Last Retreat)
17. Carol (Bounty on Josh)
18. Les Deux frères (Hero in the Dust)
19. Épitaphe (Epitaph)
20. La Voix du silence (The Voice of Silence)
21. El Gato (El Gato)
22. L'Enlèvement (Detour)
23. Lundi matin (Monday Morning)
24. La Japonaise (The Long Search)
25. Le Télégramme (Dead Reckoning)
26. Barney et fils (Barney's Bounty)

## Suite
Le film Mort ou Vif, réalisé par Gary Sherman et sorti en 1987, est une suite d'Au nom de la loi se déroulant dans un cadre moderne. Le titre original du film est d'ailleurs le même que celui de la série : Wanted: Dead or Alive. Rutger Hauer y interprète Nick Randall, petit-fils de Joss, ancien agent de la CIA et lui aussi chasseur de primes (on y voit d'ailleurs la Winchester à canon scié de Joss Randall exposée dans le bureau de son petit-fils).

## Autour de la série
- Le cheval utilisé de manière récurrente dans la série par Steve McQueen s'appelait « Ringo ». L'acteur l'imposa, malgré le peu de prédisposition de l'animal à évoluer de manière satisfaisante devant une caméra à ses débuts.
- Trois carabines Winchester modèle 1892 ont été fabriquées et spécialement modifiées pour pouvoir être dégainées rapidement par McQueen, et faciliter leur mise à feu. Entre deux tournages, ce dernier n'hésitait pas à s'entraîner dans son jardin avec son arme chargée à balles réelles.
- En 1960, Steve McQueen, toujours sous contrat avec la série, a simulé un accident de voiture pour pouvoir jouer dans le film Les Sept Mercenaires, aux côtés de Yul Brynner. En effet, McQueen, alors âgé de 30 ans, voulait saisir cette occasion pour percer au cinéma.
- En 1964, le chanteur Gilbert Bécaud a acquis aux enchères, au prix de 15 000 francs, l'une des Winchester Mare's Leg utilisées par Joss Randall. Cette vente aux enchères eut lieu à Paris en présence de l'acteur Steve McQueen, et l'argent récolté fut versé au Mouvement pour les villages d'enfants[4] (association renommée en 2013 « Action enfance »).